# SN 2008fs
SN 2008fs – supernowa typu Ib/c odkryta 21 września 2008 roku w galaktyce A010905+1445. W momencie odkrycia miała maksymalną jasność 18,20m.